# Лорд парламенту

Корона, яку носять лорди парламенту.

Лорд парламенту (шотл. Laird o Pairlament) — власник найнижчої форми перства, за правом брати участь у сесіях передунійного парламенту Шотландії. Після того Союзу в 1707 році це був найнижчий ранг перства Шотландії, нижчий за віконта. Кажуть, що лорд парламенту має посаду лорда парламенту.

## Подробиці
Перство Шотландії відрізняється від рангу Англії та Ірландії тим, що його найнижчий ранг не є рангом барона. У Шотландії термін «барон» належить до феодального барона, який вважається другорядним лордом, який не є пером, приблизно рівним барону в деяких континентальних країнах. Шотландським еквівалентом англійського барона є лорд парламенту.
Чоловік, який має таку посаду, називається «лордом парламенту», тоді як для жінок немає подібного позначення. Лордів парламенту називають лордом X, тоді як жінок, які мають посади лордів парламенту, називають леді X. Дружина лорда парламенту також є леді X. Діти лордів парламенту та жінки, які мають титул лорда парламенту, називаються Почесним [Ім'я] [Прізвище], за винятком того, що спадкоємець перства має назву Майстер [титул перства]. Якщо успадкування закону допускається жінками, імовірна спадкоємиця може називатися «Володарка» [титул перу]. Після смерті батька та/або матері дитина може продовжувати використовувати стиль «почесний».
Створення лордів парламенту припинилося, коли Шотландія та Англія були об'єднані в єдине Королівство Великої Британії в 1707 році, коли їхні парламенти були об'єднані.
З 1707 по 1963 рік шотландські пери були представлені в Палаті лордів представниками перів, але з 1963 по 1999 рік усі вони мали право засідати там. Однак Закон про палату лордів 1999 року позбавив права спадкових перів, включаючи лордів парламенту, засідати в Палаті лордів, за винятком того, що деякі спадкові пери все ще засідають після обрання спадковими перами. У 1999 році було обрано двох лордів парламенту: лорда Рея та леді Солтун. Після смерті лорда Рея 10 травня 2013 року в парламенті залишилася лише леді Солтун. Леді Солтоун пішла у відставку з Палати лордів у грудні 2014 року.
Не було передбачено спеціального представництва лордів парламенту в нинішньому парламенті Шотландії, але Акт про Шотландію 1998 року передбачає, що особа не може бути дискваліфікована з членства в парламенті лише тому, що вона або вона є пером (незалежно від того, чи це є Велика Британія, Англія, Шотландія або Ірландія).

## Інше використання
Термін лорд/леді парламенту також може використовуватися для позначення будь-якого члена Палати лордів. Яскравим офіційним прикладом є постійний порядок Палати лордів: «Єпископи, яким було видано судовий наказ, не є перами, а є лордами парламенту.»